# Henchir Ziane
Henchir Ziane est un site archéologique tunisien situé dans le sud du pays, dans le golfe de Gabès, sur le territoire actuel du gouvernorat de Médenine.

## Localisation
Le lieu est cité dans l'Itinéraire d'Antonin et dans la table de Peutinger.

## Histoire

### Redécouverte
Le site est exploré par un Allemand en 1846 puis par Victor Guérin en 1860, et par la suite Ernest Babelon et Salomon Reinach à la fin du XIXe siècle, en particulier du 25 janvier au 2 février 1884, dans des conditions difficiles.

## Découvertes

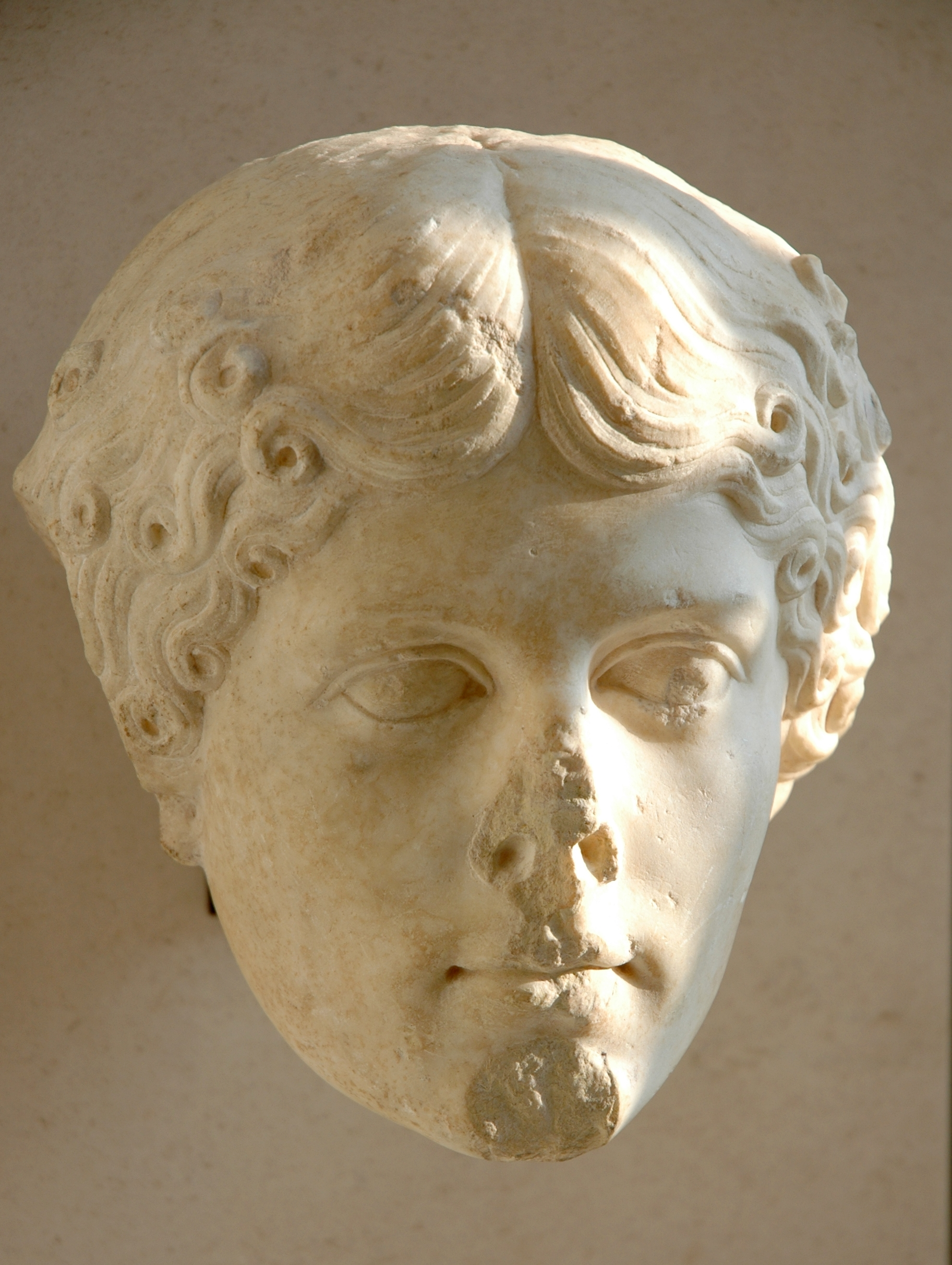
Agrippine l'Aînée, tête en marbre du Ier siècle découverte sur le forum

Des statues sont prélevées sur le site et amenées en France avec l'autorisation du bey en 1851. Elles entrent au Louvre et l'une d'entre elles, un togatus acéphale, intègre le musée national de Varsovie en 1960 dans le processus d'aide à la reconstitution des collections qui vise à combler les manques dus aux prédations de la Seconde Guerre mondiale.
Deux têtes julio-claudiennes découvertes sur le forum sont déposées par Babelon au Cabinet des médailles.